# Bert Boom
Albertus "Bert" Boom (ur. 6 maja 1938 w Markelo) – holenderski kolarz torowy i szosowy, dwukrotny medalista torowych mistrzostw świata.

## Kariera
Pierwszy sukces w karierze Bert Boom osiągnął w 1969 roku, kiedy zdobył złoty medal w wyścigu ze startu zatrzymanego amatorów podczas torowych mistrzostw świata w Brnie. Na rozgrywanych dwa lata później mistrzostwach świata w Varese w tej samej konkurencji był trzeci, przegrywając jedynie z dwoma reprezentantami RFN: Horstem Gnasem i Rainerem Podleschem. Startował także w wyścigasz szosowych, między innymi wygrywając kryterium w Losser w 1959 roku oraz zajmując trzecie miejsce w klasyfikacji generalnej holenderskiego Ronde van Overijssel w 1970 roku. Nigdy nie wystąpił na igrzyskach olimpijskich.